# MicroATX

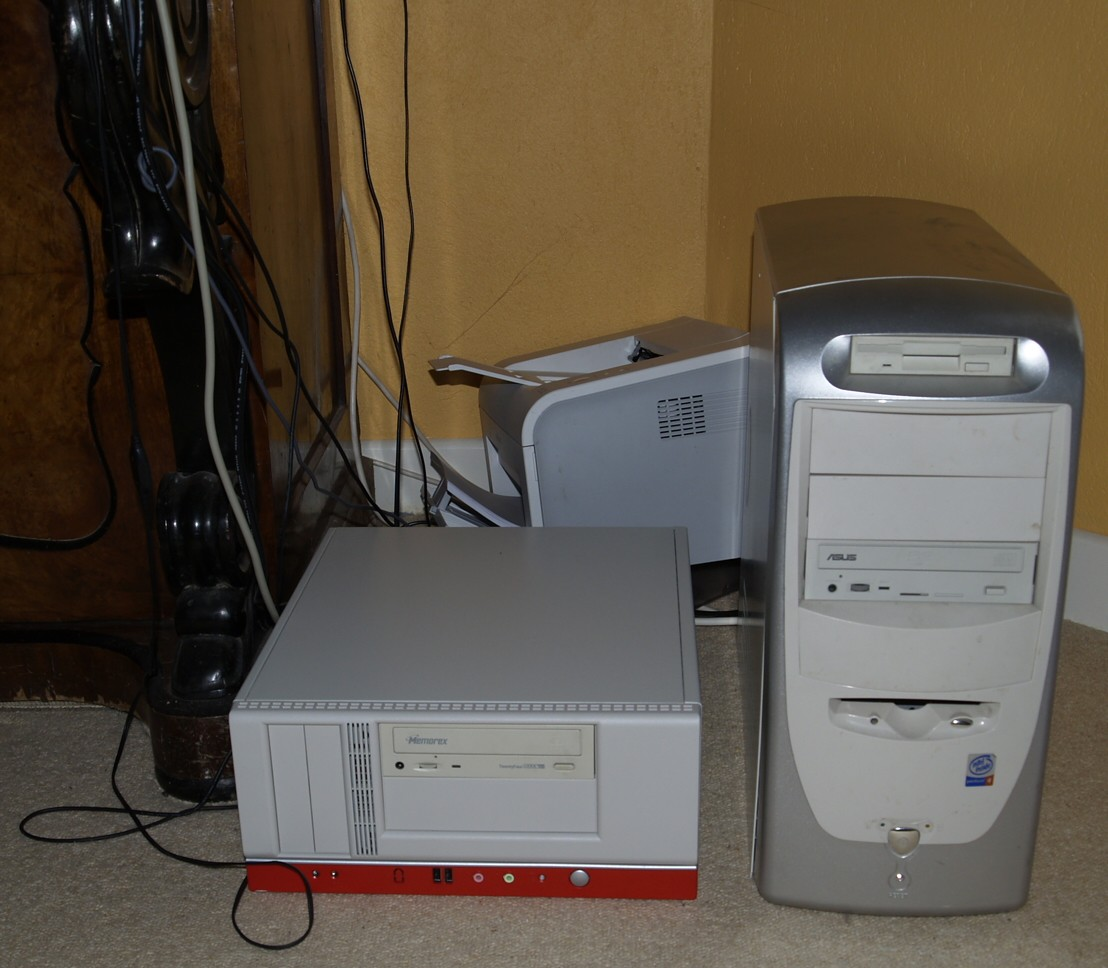
En microATXlåda till vänster jämte en vanlig ATXlåda.

MicroATX, även känd som µATX (ibland översatt som mATX eller uATX på internetforum) är en small form factor standard för moderkort för datorer.
Största storlek är 244 mm x 244 mm (9,6 tum x 9,6 tum). Vissa uATX kort kan göras så små som 171,45 mm x 171,45 mm (6,75 tum x 6,75 tum) (. Standardstorleken på ATX är 305 mm × 244 mm (12 tum bred x 9,6 tum djup).